# Fourdrinoy

Fourdrinoy este o comună în departamentul Somme, Franța. În 1 ianuarie 2022 avea o populație de 381 de locuitori.